# Гладыш, Ян
Ян Кристиан Гладыш (1762, Бабимост, Любушское воеводство — 21 мая 1830, Варшава) — польский живописец, масон.

## Биография
По-видимому, в детстве он был подмастерьем у кузнеца и в свободное время украшал стены кузницы рисунками, которые заинтересовали графа Мельциньского. Граф взял юношу под свою опеку, оплачивал ему уроки живописи и отправлял в поездки в Германию и Францию, где Гладыш копировал работы великих мастеров в Лувре. После возвращения в Польшу художник поселился в Варшаве, где прославился как портретист и приобрел большую клиентуру в кругах столичной зажиточной буржуазии и представителей мира культуры. Кроме этого, писал портреты Юзефа Эльснера, Станислава Сташица и Кароля Фредерика Войды. Он также занимался религиозной и исторической живописью. В 1803 году Гладыш продал образ святого Яна из Кент базилике Святых Петра и Павла в Познани. Также он был членом варшавской масонской ложи «Halle der Beständigkeit».
Ян Гладыш был похоронен на евангелическом кладбище в Варшаве. Место Неа сегодняшний день не известно.